# Juan Jorge Schäffer
Juan Jorge Schäffer (Viena, 10 de marzo de 1930 - Pittsburgh, 12 de febrero de 2017) fue un destacado matemático uruguayo-estadounidense.

## Biografía
Cursó sus estudios universitarios en la Universidad de la República de Uruguay y sus estudios doctorales en Suiza. Allí, recibió el doctorado en Ingeniería eléctrica, por parte del Escuela Politécnica Federal de Zúrich y de Matemáticas de la Universidad de Zúrich en 1956.
Luego regresó a Uruguay, donde dictó cursos de matemáticas e ingeniería en la Universidad de la República, entre 1957 y 1968, exceptuando los dos años sabáticos que pasó en Estados Unidos.
En 1959 se casó con Inés Kälbermann con la cual tuvo un hijo Alejandro Alberto, nacido en Montevideo el 7 de enero de 1963.
En la Universidad de la República fue discípulo de Rafael Laguardia y de José Luis Massera. Con este último publicó en 1966 el texto "Linear differential equations and function spaces" referido a ecuaciones diferenciales lineales el cual es considerado una obra fundamental en esa materia. Otro de los matemáticos con quienes desarrolló actividad académica fue Günter Lumer, a su vez también discípulo de Laguardia y Massera.
Junto a su esposa e hijo se radicaron en Pittsburgh en 1968, donde asumió la posición de Profesor de Matemáticas en la Universidad Carnegie Mellon, cargo que ostentó hasta su muerte.
En esa Universidad continuó investigando sobre el área de ecuaciones diferenciales desarrollado junto a Massera, trabajando frecuentemente en colaboración con Charles V. Coffman logrando resultados en la estabilidad condicional y la estructura de la ecuaciones diferenciales funcionales lineales. Otras de sus áreas de trabajo fue la geometría de espacios normados. También trabajó en colaboración con Walter Noll en la geometría y análisis de conos lineales.
A lo largo de su vida publicó dos investigaciones monográficas, cuatro libros y docenas de papers de investigación. Asimismo era un aficionado a la historia, la cual combinó con sus intereses académicos y desarrolló un curso en Historia de la matemática. Asimismo colaboró sustantivamente con el portal archontology.org, el cual recoge la historia de los líderes políticos de todos los países. Por otra parte, tenía una manejo fluido de varios idiomas además del español, entre los que se contaron, inglés, francés, alemán y portugués.

## Obras
- Schäffer, Juan Jorge. Linear Algebra. World Scientific Publishing, 2014
- Schäffer, Juan Jorge. Basic Language of Mathematics. World Scientific Publishing, 2014
- Schäffer, Juan Jorge. Geometry of spheres in normed spaces. New York : Dekker, 1976. 228 p. Serie: Lecture notes in pure and applied mathematics; vol. 20
- Massera, José Luis. Schaffer, Juan Jorge. Linear differential equations and function spaces New York : Academic Press, 1966. 404 p. Serie  : Pure and applied mathematics ; no. 21